# Sphynx
El sphynx o gato esfinge (también llamado de forma común pero erróneamente gato egipcio) es una raza de gato originaria de Canadá. La característica más llamativa de esta raza es la aparente ausencia de pelaje y su aspecto delgado y esbelto. Aunque los ejemplares de la raza parecen ser gatos sin pelos, hay que destacar que verdaderamente no son gatos pelados, sino que presentan la piel cubierta de una capa de vello muy fino, corto y parejo, casi imperceptible a la vista o al tacto.
El gato sphynx fue la primera raza sin pelo o sin pelaje aparente reconocida por las asociaciones felinas que llevan un registro genealógico de los felinos de raza. En la actualidad, el gato sphynx comparte junto con el peterbald y con el Don sphynx la exclusividad de ser una de las tres únicas razas de gatos peladas o sin pelos. El gen responsable de la modificación en el pelaje del sphynx es recesivo y tiene dominancia incompleta sobre su alelo al igual que el gato Devon Rex, mientras que las otras dos nuevas razas de Rusia, el peterbald y el Don sphynx, tienen sus propias mutaciones independientes y de tipo dominante.
Los gatos sphynx causan reacciones alérgicas a las personas alérgicas a los gatos porque la sustancia que produce la alergia se encuentra en la saliva y en las secreciones de la piel de los gatos, no en el pelo. Esta raza de gatos produce enormes cantidades de dicha sustancia, ya que producen muchas secreciones y grasa debido a la alimentación que consumen, la cual está diseñada para aportar una gran energía al sphynx y evitar que pierdan su calor corporal.

## Origen
Los gatos aparentemente calvos o sin pelaje, lampiños o sin pelos, han aparecido de modo natural a lo largo de la historia y seguramente seguirán apareciendo en el futuro. Las modificaciones en el pelaje son generalmente producto de mutaciones.
Aunque la existencia del gato ya se conocía porque los primeros gatos en aparecer en la historia, que fueron con pelo, en el Antiguo Egipto.
En 1830, el biólogo alemán Rudolph Renger describió gatos sin pelo en su obra Historia natural de los mamíferos de Paraguay. En 1900, aparecieron dos gatos sin pelo en Nuevo México, pertenecían al señor Shinick, quien los encontró en una tribu indígena, pero nadie se interesó por ellos. En 1902, se realizó la primera fotografía donde se mostraban a dos gatos Mexican Hairless, es decir, dos gatos sin pelo. En 1903, Frances Simpson escribió El Libro del Gato, donde reproduce una carta escrita por E.J. Shinick a H.C Brooke describiendo un par de gatos sin pelo, gatos que eran propiedad de Shinick.
En 1935, una revista francesa denominada Vie a la Champagne hizo mención de dos gatos sin pelo, dos hembras que fueron engendradas en el mismo criadero en Francia, ambas murieron en 1931 sin descendencia. En 1936, en Carolina del Norte nació una camada de gatos sin pelo de un gato común doméstico. En 1950, dentro de una camada de siameses, dos nacieron sin pelo en Francia. Estos gatos sin pelo criaron entre ellos y nacieron otros tres gatos sin pelo.
La aparición de la raza sphynx tiene lugar en Canadá en los años 60 del siglo XX a través una mutación genética natural de carácter recesivo y por el trabajo de criadores serios que decidieron fijar y mantener dichas características confiriéndole al mismo tiempo un tipo y estructura único y particular como para conformar una raza.
Al principio, se le denominó moonstone cat (gato de piedra de luna), después canadian hairless cat (gato canadiense sin pelo) y, finalmente, sphynx, como se le conoce en la actualidad. Fue considerada una raza experimental y se cuestionó su existencia por los diversos problemas de salud que presentaba.
Los criadores en Canadá trabajaron con esta raza desde principio de los años 60 como fue el caso de la familia Bawa, concretamente de Cattery Pune, quien se interesó en la cría y selección de algunos ejemplares de gatos desnudos aparecidos en Ontario, Canadá.
Pero cabe destacar que todas las líneas de sangre de sphynx, tanto las americanas como las europeas de la actualidad descienden a partir de dos familias de mutaciones naturales:
- Dermis y Epidermis (1975) del Pearsons de Wadena, Minesota, USA. Ambos proceden de una misma gata, la cual poseía pelo y se llamaba Jezabelle. Fueron cedidos a un criadero conocido como Z'stardust, donde se empezó el programa de cría. Epidermis fue cruzado con un gato doméstico rojo.[5]
- Bambi, Punkie, y Paloma (1978) nacidas en Toronto, Ontario, Canadá y criadas por Shirley Smith. Proceden de una gata con pelo que engendró cachorros sin pelo. Bambi no tuvo descendencia, pero Punkie y Paloma sí, siendo esenciales para la expansión de la raza en Europa.[5]

Otros criaderos que tuvieron importancia:
- Jen Jude Cattery, ubicado en Minessota, que comenzó su programa de cría, en 1978, con tres gatos desnudos que provenían de la familia Pearson, dueños de Dermis y Epidermis. Estos tres gatos se llamaron Jen Jude King Tutt, Jen Jude Sheba y Jen Jude Cleopatra.[5]
- Un criadero situado en Nueva York, entre 1983 y 1986, consiguió reproducir ejemplares de gatos desnudos con éxito. La clave estaba en emparejar a los ejemplares nacidos de mutaciones espontáneas con otras razas de gatos. Así, se generaban cruces con mayor variedad genética. Algunos gatos nacidos en este criadero fueron Brenda de la Batsheba y Brenda de la Nefertiti.[5]
- El criadero de Rinkurl, ubicado en Nueva York, adquirió los ejemplares conocidos como Brenda de la Batsheba y Brenda de la Nefertiti en los años 80.
- El criadero Britanya, ubicado en Texas, utilizó en su programa de cría a un gato macho de Devon Rex, pero que ya tenía antecesores de sphynx porque nacieron cuatro cachorros desnudos y catalogados como raza sphynx.[5]

En los años 90, nacieron en Estados Unidos más gatos sin pelo de gatos comunes. En estos años, ya se contaba con un gran avance en torno a la cría de gatos sin pelo. Los nacimientos mencionados ayudaron a fortalecer genéticamente la raza sphynx.
La cría del sphynx llegó a Europa. El primer lugar fue Holanda, donde el doctor Hugo Hernández, apasionado de los gatos sin pelo o desnudos, y sus conocimientos sobre ellos permitieron la consolidación de la raza sphynx. Adquirió algunos ejemplares de sphynx e intentó aparearlos, pero no logró descendencia. Adoptó dos nuevos felinos, Punkie y Paloma, pero la unión de estos ejemplares con otros gatos sin pelo fallaron nuevamente. Así que decidió introducir en el programa de cría a un Devon Rex para provocar un cambio en la genética y asegurar así la supervivencia de los descendientes. Consiguió descendencia con éxito y evitó volver a aparear a los sphynx procedentes de Estados Unidos entre ellos y decidió aparear a los procedentes de Estados Unidos con los cachorros que se habían engendrado con éxito en su programa de cría. Los gatos más conocidos que fueron criados por el doctor Hugo Hernández fueron Q. Ramses, Q. Ra y Q. Punkie.
En Alemania, el criadero Calecat adquirió a la hembra Paloma y a uno de los cachorros del doctor Hugo Hernández, Q. Ramses, y se obtuvieron algunos ejemplares importantes entre los que destacaron Cleopatra De Calecat y Hathor De Calecat, entre otros.
En 1983, otro criadero de gran importancia fue Ajahanda, quienes compraron a Q. Ra, un cachorro criado por el doctor Hernández y les cedieron a Hathor De Calecat. Cruzaron a ambos gatos y obtuvieron importantes descendientes como Ajahanda Xandria y Ajahanda Giloespija.
El criadero Amenophis fue el más importante en Francia y de gran ayuda para desarrollar la raza sphynx. Algunos de los gatos obtenidos en el programa de cría de este criadero fueron Amenophis Clone, Amenophis Cocoon y Amenophis Double.
Aunque la raza es originaria de Canadá y Estados Unidos, los esfuerzos por los criadores de Europa fueron fundamentales para evitar que la raza se extinguiera.
Durante muchos años uno de los cruces permitidos para ampliar el pool genético y el vigor dentro del sphynx fue entre sphynx y Devon rex, principalmente en los años 80 en Estados Unidos. Los ejemplares producto de estos cruces inter-raciales se denominan variantes. En la actualidad, dichos cruces se han vuelto impopulares e, incluso, no están permitidos por algunas asociaciones debido a que, en los últimos años, han conducido desafortunadamente a la fijación de ciertas características no buscadas, así como serios problemas dentales, cardiovasculares y del sistema nervioso.
En el año 2000, las principales asociaciones internacionales admitieron al sphynx como raza. Aunque no fue aceptado por todos y fue considerado un gato antiestético, débil, sin futuro y totalmente dependiente del ser humano. Sin embargo, esta raza es muy demandada en la actualidad y existen un gran número de criaderos para dicha raza.
El Kohana o gato calvo hawaiano (de tacto ceroso y completamente calvo), denominado así por el lugar donde surgió la mutación que produce la ausencia de pelo, tuvo notable presencia coincidiendo con los primeros programas de cría del sphynx, pero finalmente se descartó como raza. De hecho, no está reconocido por ninguna asociación felina, incluso en la actualidad, quedan escasos ejemplares y no aptos para la reproducción.
A diferencia de lo comúnmente creído, este gato no tiene origen en Egipto y no debe ser confundido con el Mau egipcio.

## La cría en la actualidad
A pesar de ser una raza que aún podemos considerar joven, sí se puede decir que en nuestros días ya está totalmente consolidada tanto en Europa como en Estados Unidos. Estos gatos son relativamente exclusivos por la rareza de su apariencia, que le confiere un público no masivo, en algunos casos gente con cierta sofisticación de gusto o un cierto esnobismo estético. Sus criadores no eran masivos al inicio del siglo XXI, por la juventud de la raza y porque las camadas no tenían una alta consistencia y los ejemplares aptos para reproducirse eran pocos. Sin embargo, la diversidad genética consecuencia de cruces selectivos ha fortalecido considerablemente esta raza y está comenzando a expandirse por diversos países. Incluso, ha aumentado el número de criadores amantes del gato sphynx. De hecho, las asociaciones felinas han registrado un aumento considerable de afijos relacionados con el gato esfinge.
El trabajo selectivo de los criadores ha hecho que, en la actualidad, se hayan eliminado defectos metabólicos, sistémicos y genéticos arraigados profundamente en algunas líneas de sangre por el efecto fundador y la consanguinidad de la pequeña población que dio origen a la raza. Existen ya muy pocas líneas de sangre con problemas, aunque ha sido un trabajo difícil y cansado porque el gen que determina su apariencia o ausencia de pelo es recesivo.

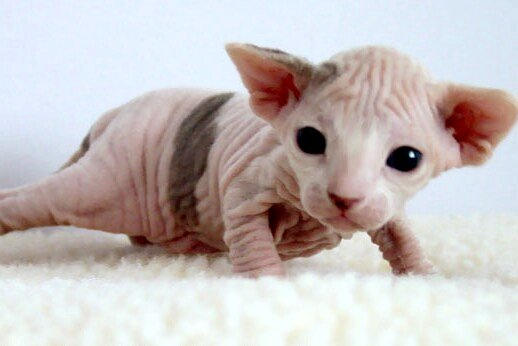
Hembra de dos semanas.

En exposiciones felinas participan ejemplares que superan, en muchas ocasiones, a otras razas de gatos de pelo corto. Incluso las asociaciones o clubs felinos reivindican que en un futuro la raza pueda estructurarse en un determinado grupo, ya que hoy en día participa en concurso de gatos con felinos de pelo corto. No cabe duda de que es una raza en apogeo y que está siendo cada vez más valorada por personas atraídas por el peculiar fenotipo del gato sphynx.
El estándar no se ha modificado desde su creación, incluso es bastante similar entre las principales federaciones felinas. Se sigue manteniendo su cabeza triangular o en forma de cuña, aunque en los últimos años existe una tendencia por parte de muchos criadores en cambiar algunos caracteres, por ejemplo, se prefiere una cabeza más redondeada, con un perfil más corto, el cual difiere considerablemente si lo comparamos con las líneas más antiguas. Todo ello hace pensar que, al igual que ha ocurrido con otras razas, llegará un momento en que su estándar se actualizará, sobre todo una vez que se dé por consolidada y fijada definitivamente la raza de gatos sphynx. De hecho, en la actualidad, se han presentados enmiendas para su estudio y aprobación por parte de The International Cat Association (TICA).
El precio del gato esfinge varía entre 450 y 1200€. Este precio se debe a varios factores como el color del pelaje y los ojos, a las pruebas veterinarias y vacunas que lleven las crías, a los campeones internacionales que existan en su pedigrí y a la reputación del criador. Antes, dicha raza era más cara por su exclusividad y por los pocos criadores que se dedicaban a su cría. Es difícil encontrar esta raza en adopción.
En Canadá y Estados Unidos un cachorro sphynx puede costar hasta 3.500 dólares. Esto se debe a su aspecto exótico provocado por la aparente ausencia de pelo y los ojos claros que suele tener esta raza, pero también por su carácter amistoso.

## Características físicas

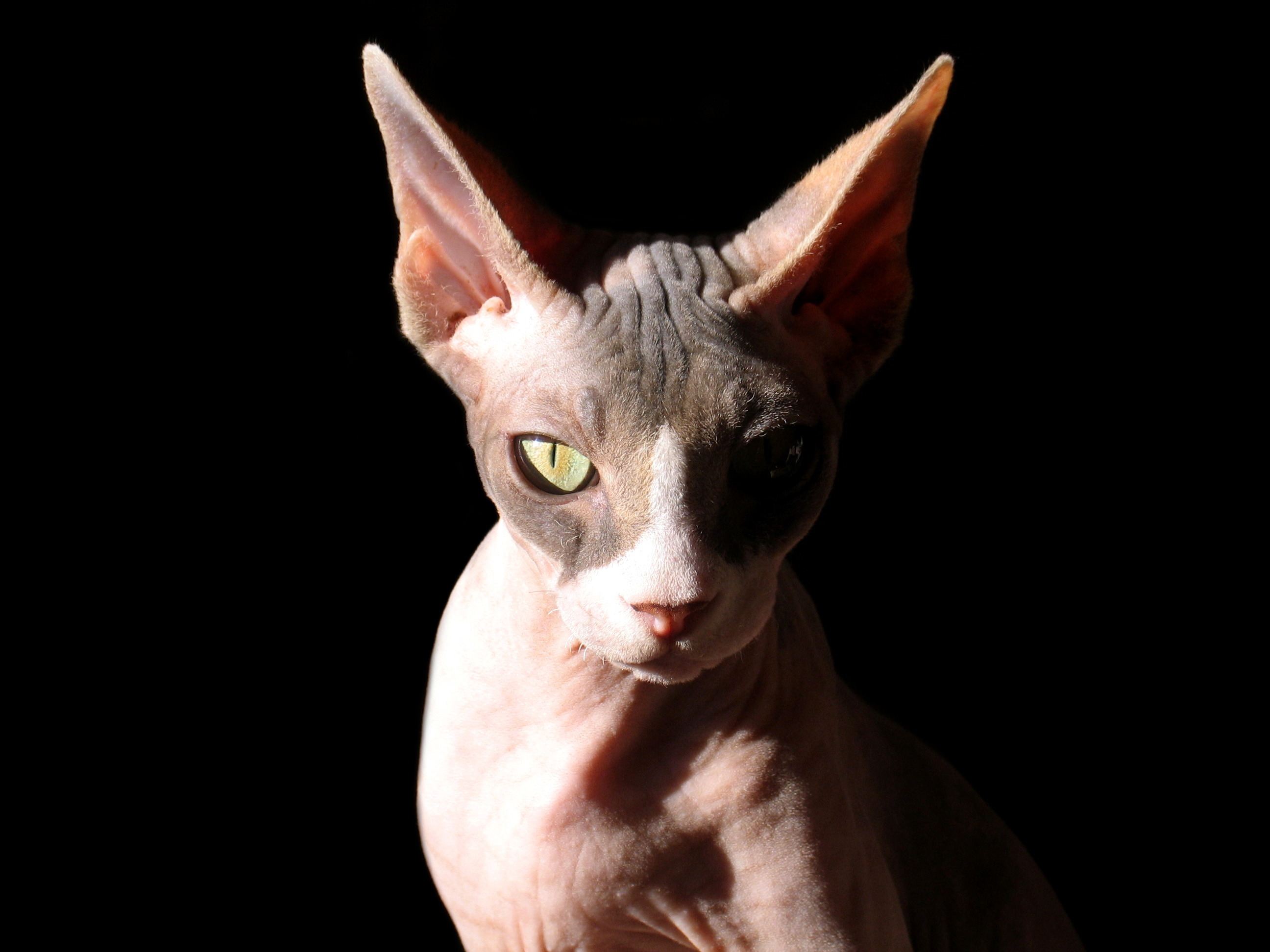
Gato sphynx

Las principales organizaciones felinas recogen sus características. Son: The Cat Fanciers Association (CFA), The International Cat Association (TICA), World Cat Federation (WFC) y Fédération Internationale Féline (FIFe).
- Rasgo principal: A pesar de que se les conoce por su ausencia de pelo, sí posee pelaje, una suave pelusa parecida a la piel del melocotón. Se manifiesta en mayor cantidad en partes como el puente de la nariz o en la cola. Por lo general, carecen de bigotes. Una minoría sí los posee, pero son bastante cortos en comparación con otras razas.

- Cabeza: Tiene forma triangular, corta y con los contornos redondeados, levemente más larga que ancha, con pómulos sobresalientes y mejillas redondeadas. Forma una curva prominente o hundimiento en los bigotes, lo que le da al hocico una apariencia cuadrada. El cráneo es redondeado, levemente aplanado en la frente.[5]

- Perfil: Se caracteriza por una nariz corta con un cambio moderado a suave en el puente de la nariz, como un leve respingo. En algunos casos es casi recta.

- Ojos: Son bastante grandes, con forma de limón redondeado. Bien definidos, se ubican por encima de los pómulos fuertes y por encima de la línea de la nariz. El espacio de separación entre los mismos es mayor al ancho de un ojo. Carecen de pestañas y de cejas.[5]

- Orejas: Son muy grandes y anchas en la base, abiertas y con terminación ovalada. En posición alta y atenta, laterales pero con orientación hacia arriba. Vista de frente, la línea inferior de la oreja está alineada con los pómulos y la almohadilla de los bigotes. Se encuentran en la parte superior de la cabeza, en una altura media. El interior carece totalmente de pelo. Puede aparecer una pequeña cantidad de pelo en la parte inferior externa de la base de la oreja. Las orejas del sphynx, como las del resto de gatos, tienen gran movilidad debido a su sentido del oído tan sensible.

- Hocico y mentón: El hocico es fuerte y redondeado. Posee un hundimiento que termina en la almohadilla de los bigotes, gruesa y bien desarrollada. El mentón es fuerte y bien desarrollado, y forma una línea perpendicular con el labio superior.[5]

- Cuello: Tiene un tamaño medio, incluso largo en proporción al cuerpo, levemente arqueado y bien musculado. En los machos adultos es pesado o muy musculado.

- Cuerpo: Por lo general es de tamaño mediano o grande en cuanto a su longitud. Posee músculos firmes y potentes que le confieren una apariencia maciza. Su tronco o torso es grueso y con una forma característica de pera o de foco dado por su barriga contundente, la cual no pasa desapercibida. El tamaño de los machos por lo general es aproximadamente un 25% mayor que las hembras. Presenta abundantes arrugas en todo su cuerpo, especialmente en el hocico, las orejas y alrededor de los hombros.[5]

- Patas y pies: Las patas son medianas en proporción al cuerpo, robustas y musculosas. Las traseras son levemente más altas que las frontales. Los pies son ovalados con dedos arqueados, largos y prominentes, cinco en las patas delanteras y cuatro en las traseras. Las almohadillas, gruesas, dan la sensación de que caminan sobre cojines.

- Cola: Es delgada, flexible, estilizada y larga en proporción con el cuerpo. Tiene forma de látigo, es ancha en la base y se va afinando hacia la punta.

- Peso: Entre los 3,5 y los 7 kg.

- Altura: Entre 25 y 29 cm.

- Promedio de vida: Entre 10 y 20 años.

## Temperamento

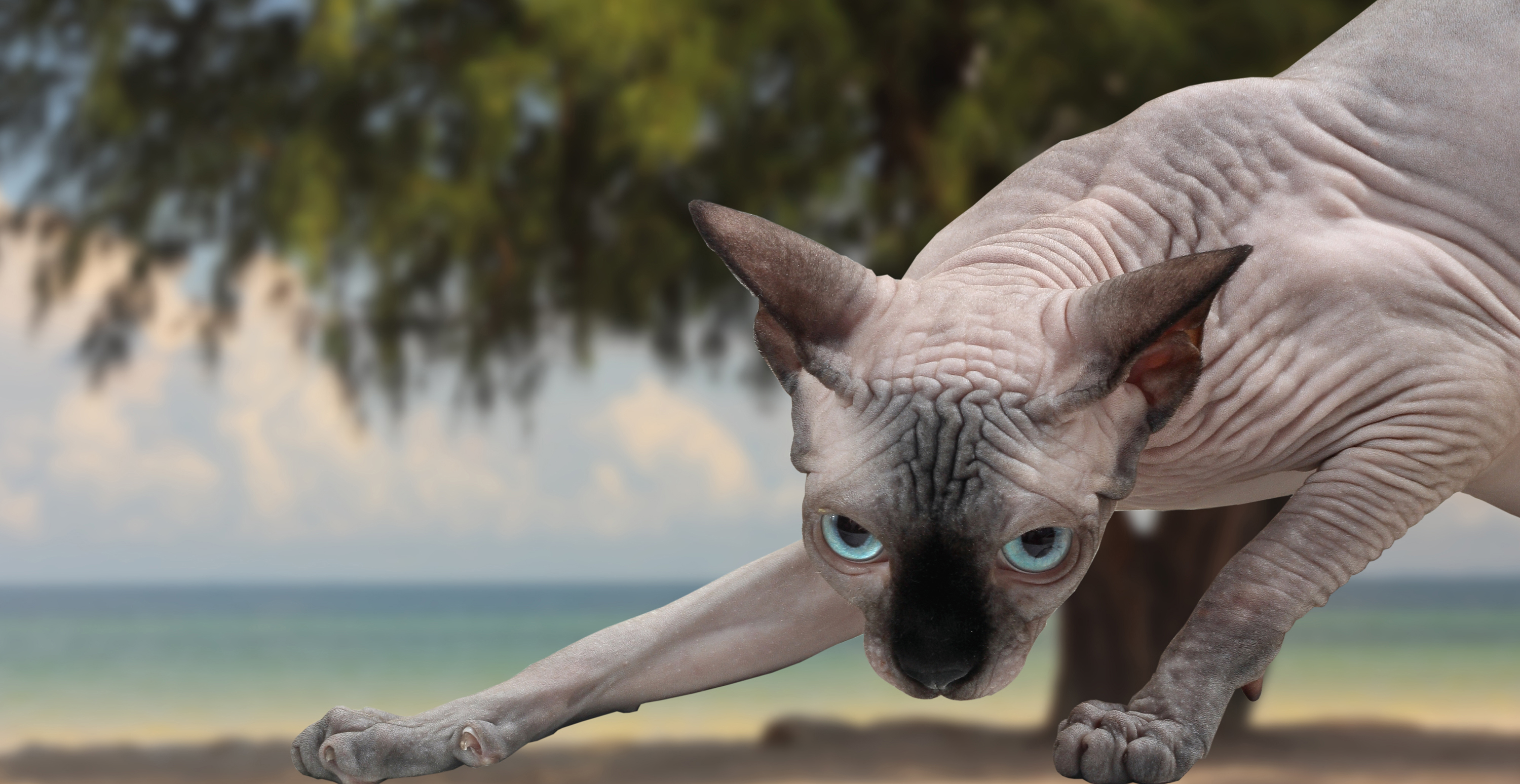
Gato esfinge con los ojos azules.

Los gatos sphynx son de temperamento pacífico. Son dulces, amigables, curiosos e inteligentes, y normalmente prefieren la calma y la tranquilidad. Sin embargo, también son muy activos, en constante movimiento y ejercicio.
En época de celo cambian su actividad, especialmente los machos. Sufren cambios de comportamiento, como marcaje del territorio, vocalizaciones o salidas de tono, todo ello más acentuado en aquellos que portan genética.
También son muy dependiente de sus dueños, buscan contacto físico constante con ellos. Se mueven siempre a la habitación donde se encuentra la persona, se colocan sobre su regazo mientras este ve la televisión, masajean sus piernas o su vientre y se acurrucan bajo su ropa si no hace mucho calor. También es muy común que froten su cara con la de su dueño en señal de afecto. Otro de sus rasgos es un ronroneo constante, con un tono bien sonoro y audible.
Son gatos inteligentes, curiosos, y relativamente fáciles de entrenar. Aprenden su nombre con mucha rapidez y acuden cuando se les llama. También logran aprender cosas por sí mismos y son muy hábiles abriendo las puertas de los armarios. Al atardecer suelen tener más actividad física, les gusta correr y saltar por la casa. Capaces de impulsarse con sus patas traseras hasta 2 metros en vertical, pueden trepar hasta armarios altos o encaramarse a las puertas, desde donde les gusta observarlo todo.
Les gustan los lugares cálidos, así como mantenerse en los interiores en época invernal, dado que son sensibles a los cambios de temperatura. En invierno es común verlos sobre radiadores o estufas, así como escondidos dentro de la cama de su dueño.

## Alimentación
Los gatos son animales carnívoros, por lo que deben consumir principalmente carne. Al alimentar un sphynx, como a cualquier animal carnívoro, se debe tener en cuenta la edad, el estado físico y la salud. Actualmente, los gatos son alimentados con pienso seco y comida húmeda o con la dieta BARF. Independientemente de la alimentación elegida, esta debe contener todos los nutrientes necesarios que dicha raza precisa en cada momento de su vida. Al tener una temperatura corporal más elevada que otros gatos, el gato esfinge precisa de una alimentación rica en calorías, sobre todo en épocas de frío, porque durante estas combatirá las bajas temperaturas.
La dieta BARF (Bones and raw food) es un régimen alimenticio que en español se conoce como ACBA (alimentación cruda biológicamente adecuada). Por lo tanto, esta dieta está inspirada en la alimentación que, según distintos estudios, es biológicamente adecuada para los felinos, la alimentación que felinos como tigres o leones tienen en la naturaleza. Los gatos que siguen esta dieta toman alimentos crudos para asemejar su alimentación a la que llevaría un felino salvaje. La dieta BARF puede prevenir problemas en gatos como la obesidad, los problemas de articulación, los problemas renales, un pelaje en malas condiciones o el mal olor en las heces.
No todos los alimentos de esta dieta poseen los mismos nutrientes o la misma cantidad de estos. Los alimentos que la conforman son las carnes crudas, las vísceras (excepto las de pescado, tóxicas para los gatos), los huesos carnosos, los pescados, los vegetales crudos (aunque no todos son saludables), frutos, aceite de salmón y huevos crudos.
Se deben evitar algunos alimentos tóxicos que provocan enfermedades y problemas en el gato, como la sal, la leche (los gatos son intolerantes a la lactosa y solo pueden tomar leche de gata), la cebolla, el ajo, la patata, el tomate, el puerro, el aguacate, las uvas, las pasas, la naranja, el limón, los frutos secos, el azúcar, el picante, las vísceras de pescado, el café, el té, el alcohol y el chocolate.
Por otro lado, distintos estudios defienden que la carne cruda provoca problemas en los gatos, como la salmonelosis. También señalan que la carne cruda causa problemas gastrointestinales o dentales. Además, los alimentos crudos pueden provocar alergias y enfermedades que se transmiten a los seres humanos.

## Alergias
Los sphynx pueden sufrir distintas alergias, tanto a plantas como a productos químicos. 

### Plantas
La toxicidad de algunas plantas proviene de distintas partes de la planta: hojas, semillas, flores, frutos, raíces o bulbos. Según el principio tóxico de cada planta sufren distintos trastornos: digestivos, cardiacos, neurológicos, oculares o dermatológicos.
Otras plantas que son tóxicas para los gatos son:
- Los frutos, las hojas y las semillas del acebo, provocan problemas gastrointestinales.[17]
- La hiedra es una de las plantas más tóxicas. Provoca hipersalivación, vómitos y diarreas. Estas últimas pueden venir acompañas de sangre. También puede provocar problemas respiratorios y alteraciones renales.[17]
- Los frutos blancos del muérdago contienen viscotoxina. Dicha sustancia produce problemas gastrointestinales, dificultad respiratoria, daños cardiovasculares, colapso, bradicardia y disnea.[18]
- Las liliáceas son flores tóxicas. No se conoce la sustancia que provoca la toxicidad, pero causan fallo renal en el animal. Toda la planta produce problemas físicos y psicológicos, incluso la muerte. Los síntomas, que aparecen en las primeras 12 horas, son vómito, falta de apetito, depresión, poliuria y polidipsia. El fallo renal se produce entre 24 y 96 horas posteriores al consumo de la planta. Tienen una probabilidad muy alta de fallecer y los que sobreviven padecen daño renal permanente.[19]
- Toda la planta de la adelfa es tóxica. El consumo de la planta produce alteraciones en la actividad eléctrica del corazón.[20]
- Toda la planta de la azalea contiene andromedotoxina. Es muy venenosa, ya que afecta a los canales de sodio en las membranas celulares y provoca problemas neurológicos, cardiovasculares y gastrointestinales.[19]
- Toda la flor de pascua es tóxica debido a la salvia blanca o látex. Esta circula por todo el interior de la planta. Esta sustancia genera problemas gastrointestinales: irritación de las mucosas, diarrea, dolor abdominal y vómito. Si la salvia blanca entra en contacto con la piel del animal, produce problemas como dermatitis, irritación o picor, así como problemas oculares.

### Productos químicos
Algunos componentes químicos también son tóxicos. Entre ellos están algunos medicamentos, productos de automóvil, higiene y limpieza, cosméticos, pintura y disolventes.

## Enfermedades
El sphynx es un gato fuerte, vigoroso y longevo como cualquier raza de gato. Incluso, algunos ejemplares han llegado a vivir 20 años. Sin embargo, presentan ciertos problemas y enfermedades que son característicos de esta raza.
Al ser un gato que carece de cejas y pestañas, sufre problemas en los ojos con regularidad. Algunos de ellos son las secreciones, la aparición del tercer párpado, conjuntivitis o párpados inflamados. En cuanto a los problemas auditivos, estos son también habituales en los gatos esfinge. Suelen padecer secreciones, picor, inflamación y sacudida constante de la cabeza.
Los trastornos digestivos no son más habituales en esta raza que en otras, pero los problemas que padecen de forma más común los sphynx son vómitos, diarreas, sangre en heces y estreñimiento.
Las enfermedades respiratorias son más habituales en estos gatos que en otras razas por su menor resistencia al frío. Los problemas que pueden sufrir son respiración anormal, estornudo, tos o secreciones nasales. También las víricas como el herpesvirus o el calicivirus felino que afectan a las vías respiratorias del animal. Estas pueden ser asintomáticas y si se manifiestan, lo hacen en situaciones de estrés o bajas defensas, y los síntomas más frecuentes son fiebre, letargia, mucosidad, estornudos, pérdida de olfato, gingivitis, estomatitis, etc. El herpesvirus es más grave que el calicivirus. Ambos se contraen través del contacto con el gato infectado.
En la piel, por la ausencia de pelo o la poca presencia de este, es más frecuente que sufran problemas como el enrojecimiento, la irritación, la descamación o formación de costras. Incluso, la pérdida de elasticidad de esta. Sin embargo, al tener poco pelaje, esta raza sufrirá menos los problemas relacionados con pulgas y garrapatas. Aunque la infección por hongos sí es muy común en los sphynx. Esta se presenta en la piel y en los oídos.
Los problemas gastrointestinales que padecen son ocasionados por endoparásitos como las lombrices intestinales y los protozoos. Además, sufren infecciones por tricomoniasis y giardiasis con mayor frecuencia que otras razas.
Son más sensibles a alergias relacionadas con la alimentación que otras razas. Estas alergias se observan en su piel o a través de problemas gastrointestinales. Y a la pérdida prematura de los dientes, que es consecuencia del mismo gen que produce la calvicie. Dicho gen provoca que sus dientes se deterioren con facilidad. Otro problema dental que esta raza padece con gran frecuencia es la gingivitis Esta enfermedad puede provocar una infección en todo el sistema del animal. En general, los problemas dentales aparecen por bacterias acumuladas en la boca. Por ello, se deben limpiar los dientes del animal y extraer aquellos que están infectados.
Una enfermedad muy recurrente en el sphynx es la HCM: cardiomiopatía hipertrófica. Esta consiste en una hipertrofia del ventrículo izquierdo del corazón: las paredes del ventrículo izquierdo no se relajan correctamente y se vuelven demasiado gruesas. Se sospecha que en gatos puede ser una enfermedad genética, en humanos se sabe que sí lo es. Causa letargo, hinchazón en las piernas, dificultad para respirar y desmayos. El diagnóstico de la enfermedad se realiza mediante examen ecocardiográfico.
Los sphynx son propensos a la mastocitosis cutánea, un desorden que produce masas de células tumorales en los gatos. Las células producen una variedad de químicos que pueden afectar al cuerpo del animal de distinta maneras: desde problemas cutáneos hasta problemas digestivos o respiratorios. Los tumores no son únicamente malignos, también pueden ser benignos. La causa de la mastocitosis es desconocida, pero algunas investigaciones sugieren que se debe a una mutación genética.
La miopatía hereditaria es común en los sphynx y en los Devon Rex porque ambas razas están muy relacionadas, ya que a lo largo del programa de cría de los sphynx, estos se han ido cruzando con Devon Rex. La miopatía hereditaria provoca debilidad muscular y afecta al sistema nervioso del gato. Los síntomas que señalan que el gato padece esta enfermedad son los siguientes: debilidad muscular, rechazo a hacer ejercicio, temblores y colapsos. Estos síntomas se detectan con mayor facilidad en periodos de estrés o de sobrexcitación. No existe un tratamiento para esta enfermedad. A los 9 meses, es probable que el problema se estabilice, ya que se presenta a temprana edad y el gato poco a poco consigue convivir con la enfermedad.
La displasia valvular es otra de las enfermedades más comunes en los sphynx. Consiste en una malformación en el corazón que provoca que la sangre fluya por el corazón cuando no debería de ocurrir porque la válvula es incapaz de cerrarse completamente para impedir el paso de la sangre cuando no es el momento. Es hereditario en los gatos y más en los sphynx. Los gatos que padecen este problema respiran más lento y no toleran hacer ejercicio. Los diuréticos ayudan a solucionar el problema y evitan que el corazón retenga más sangre de lo establecido.
La urticaria pigmentosa también es una enfermedad habitual en los sphynx y, también, en los Devon Rex. Esta enfermedad produce úlceras dolorosas. No se sabe bien la causa por la que se produce, pero las investigaciones apuntan a una deficiencia nutricional, por lo que se puede resolver con suplementos.
La dermatitis es frecuente en los sphynx por no haber limpiado adecuadamente las arrugas de su piel. Es una enfermedad que provoca la irritación de la piel, que esta se seque o que se produzca un sarpullido, además de la hinchazón y el enrojecimiento de la piel.
Otras enfermedades que se producen con la misma frecuencia en los sphynx respecto al resto de razas de gatos:
- La leucemia felina: enfermedad que afecta a los gatos, es producida por un retrovirus y es una enfermedad infecciosa y muy contagiosa. El contagio se produce a través de fluidos como la sangre y la saliva. En crías se propaga a través de la leche de la gata o de la placenta. Esta enfermedad puede provocar otras como la inmunodeficiencia, problemas en la reproducción, abortos, mortalidad neonatal, infecciones y tumores. No existe un tratamiento y solo se pueden paliar sus efectos.[28]
- La peritonitis infecciosa: enfermedad letal y muy contagiosa que no posee tratamiento. El contagio se produce por las heces o por el contacto con el animal infectado. Se origina por infección de otro virus menos agresivo denominado coronavirus felino.[29]
- La panleucopenia: enfermedad producida por el parvovirus, es grave y contagiosa. Se transmite por contacto con el gato infectado o con sus excrementos. Los síntomas más comunes son diarreas, vómitos, trastornos neurológicos y deshidratación.[30]
- La rabia: enfermedad mortal que afecta al sistema nervioso central de los gatos. No existe ningún tratamiento que pueda curar la enfermedad. La transmisión se produce a través de la mordedura del animal infectado y se puede transmitir de gatos a humanos. Sin embargo, se puede prevenir con la vacunación del gato frente al virus.[31]
- La clamidiasis: enfermedad bacteriana producida por la bacteria Chlamydophila felis que afecta a las vías respiratorias superiores, provoca conjuntivitis y rinitis. Si no es tratada, se puede convertir en una enfermedad crónica.[32]
- La bordeletosis: enfermedad bacteriana que también produce infección en las vías respiratorias y puede derivar en una bronconeumonía.[33]

Los gatos no solo sufren problemas o enfermedades físicas, sino que, también, pueden tener problemas psicológicos como estrés, ansiedad o depresión. Estas enfermedades se reflejan con síntomas físicos como la agresividad, maullar sin cesar, arañar muebles, problemas gastrointestinales, entre otros. Se pueden sentir así por los viajes, ya que no les gusta viajar, por los cambios de domicilio o por la llegada de un nuevo gato a casa.
El marcaje, que no es una enfermedad, sí puede suponer un problema tanto para gatos como para humanos. Los gatos usan habitualmente el marcaje, los sphynx no son una excepción. Para ello cuentan con unas glándulas que desprenden unas sustancias inapreciables para los humanos, pero que los gatos detectan con rapidez. Con el marcaje delimitan e identifican aquello que entienden que es de su propiedad, a la vez que sirve para alejar a cualquier otro gato que perciba el olor. Si el animal usa el marcaje con otros animales o con personas es una señal de aceptación e integración. Otros tipos de marcajes son el arañado y la emisión de orinas. En cuanto a este último, es habitual en los machos sin esterilizar. La castración o esterilización es un método que ayuda a eliminar la emisión de orinas, que puede suponer un problema para los dueños.

## Cuidados

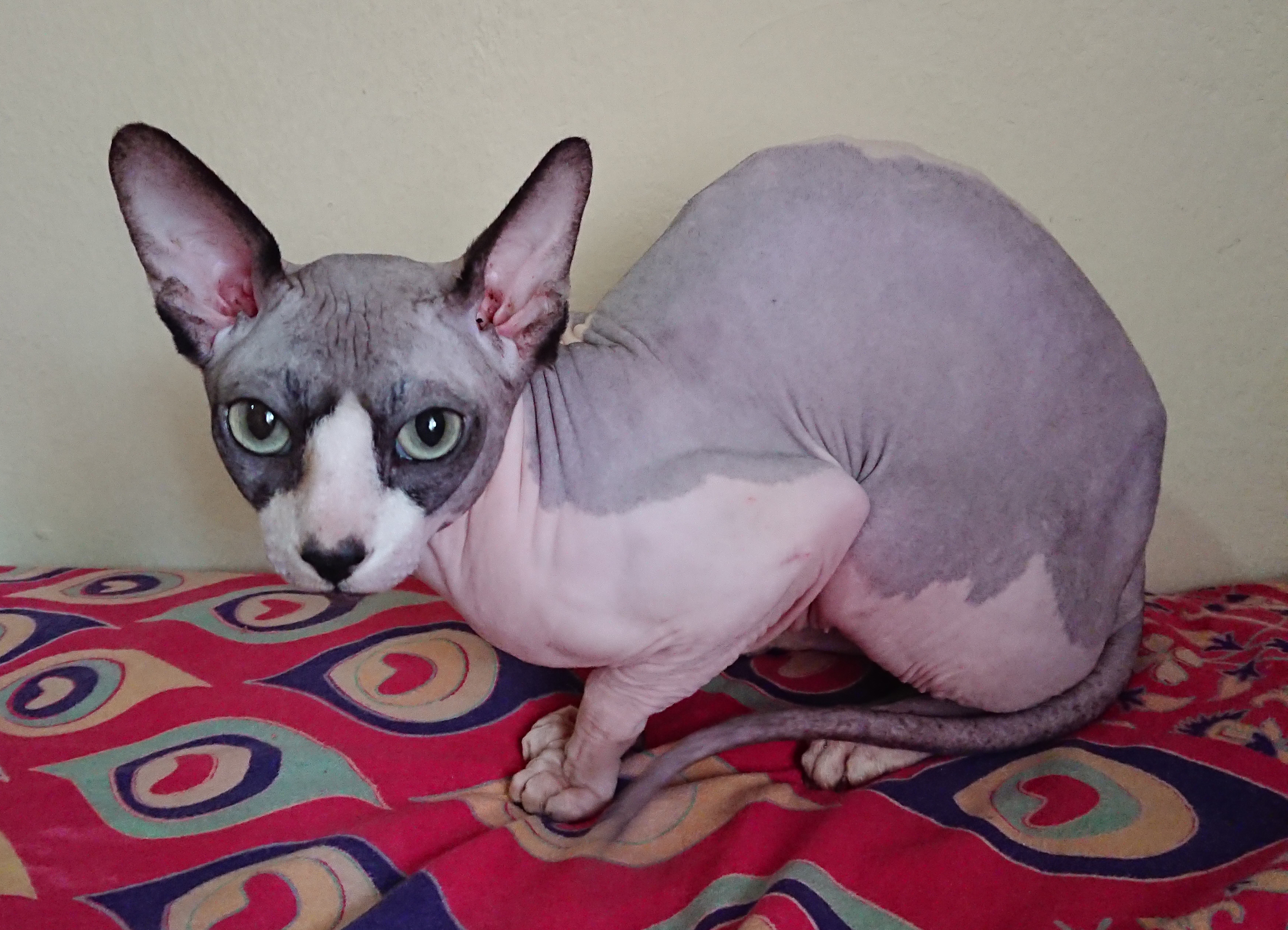
Gato esfinge.

Los gatos esfinge, debido a su ausencia o escasez de pelaje, necesitan unos cuidados especiales. No obstante, no necesitan ser cepillados.
Sufren el frío más que otra raza, al no poseer apenas pelo, y son más propensos a contraer enfermedades del aparato respiratorio. Para evitar estos problemas, las mantas térmicas son útiles.
Debido a la poca presencia de pelaje, mantienen una temperatura corporal más elevada respecto a otras razas. Esto provoca abundante sebo en su piel, por lo que deben ser bañados. A pesar de que los gatos se asean ellos mismos, los sphynx sí necesitan una higiene proporcionada por el ser humano. Si el gato no tolera el baño, es mejor usar toallitas con un pH adecuado, sin alcohol e hipoalérgicas. Se debe prestar atención a sus arrugas, donde se acumula más grasa. También necesitan suero fisiológico para la limpieza ocular, porque carecen de pestañas y son propensos a tener secreciones sebáceas de las glándulas ubicadas en los párpados.
La piel del sphynx es delicada y puede sufrir diversos problemas como quemaduras solares si se exponen demasiado tiempo al sol. Es muy común el uso de cremas con estos gatos y se debe controlar su exposición al sol. Estos gatos, si viven en ambientes fríos, sufren problemas de salud, no solo respiratorios. Su piel se ensuciará más a menudo y es probable que en algunas zonas, como en la cola o en las patas, crezca más pelo del habitual para protegerse del frío.
Las orejas son otra parte sensible de los sphynx, por lo que se limpian con productos especiales, ya que acumulan cera en los pabellones auditivos. Las uñas también generan mucha cera, por lo que es importante mantenerlas limpias con frecuencia. Estas también deben limarse o cortarse periodicamente, ya que pueden causarle lesiones al animal cuando apoya las extremidades.

### Cuidados de las crías
Las crías de sphynx deben recibir en las primeras horas de vida el calostro de la madre, ya que les aporta anticuerpos frente a infecciones y enfermedades.
Las crías deben mantenerse junto a la madre. Ella las alimentará y las protegerá, a la vez que les enseñará a socializar con otros gatos. En caso de que la madre muestre rechazo hacia alguna cría, que la leche de la gata pueda transmitir alguna infección o que se queden huérfanas, las crías serán cuidadas por el ser humano. Tratará de simular los cuidados de la madre: alimentarles con leche de gata en los mismos intervalos de tiempo (cada dos o tres horas) y proporcionarles calor y seguridad. Si una gata no es capaz de amamantar por sí sola, habrá que ayudarla enganchándole la cría a la mama o proporcionándole la leche a través de un biberón o una jeringa.
Las crías de gato puede sufrir estreñimiento. Para evitarlo y estimular la defecación, se debe pasar un paño por la barriga y por el ano. Además, se deben mantener calientes, debido a la carencia de pelo o la poca presencia de este, y también por su incapacidad termorreguladora. Se usarán mantas térmicas para ayudar a la madre a mantenerlos calientes.
Las crías duermen la mayor parte del día. Abren los ojos a los cuatro o cinco días de vida, antes que otras razas, y empiezan a andar con antelación respecto a otras razas. El periodo de lactancia dura dos meses. Aprenden a usar el arenero a partir de los dos meses.
Para prevenir las enfermedades que afectan a las crías, son vacunadas a partir de los dos meses o los dos meses y medio. Este momento coincide con el destete.

## Gatos emparentados con el sphynx
- Gato elfo: cruce de sphynx y curl americano.[41] Son gatos bastante grandes y los machos pueden alcanzar los 10 kg.[42] Su diferencia con el gato esfinge, aparte del tamaño, es la curvatura hacia atrás en la punta de las orejas, de ahí su nombre. Tiene en común con el sphynx la carencia o escasez de pelo, el cuerpo musculoso, la cara alargada con los pómulos prominentes, la piel arrugada alrededor de los hombros, el hocico y las orejas, y la cola larga y estrecha en la punta.

- Levkoy ucraniano: a diferencia del elfo, tiene las orejas plegadas hacia delante. Es un cruce de sphynx y scottish fold.[43]

- Gato bambino: raza sin pelo y con patas cortas, las cuales crean un efecto salchicha, cruce de sphynx y munchkin, que posee el gen de las patas cortas.[44]

- Don sphynx: originario de Rusia, muy parecido al gato esfinge, pero no desciende de él. Su calvicie es fruto de un gen dominante, a diferencia de la del sphynx, causada por un gen recesivo.

- Peterbald: raza muy similar al Don sphynx.

## Gatos sphynx en el cine y televisión
- Kitty Galore[45] en Cats & Dogs: The Revenge of Kitty Galore.
- Baldomero o Mr. Bigglesworth, el gato del Dr. Maligno en Austin Powers: The Spy Who Shagged Me, Austin Powers: International Man of Mystery y Austin Powers in Goldmember. Este felino es interpretado por el gato esfinge Ted Nude-gent.[46]
- Ozone en The Secret Life of Pets.
- Mrs. Whiskerson en Friends. Rachel, interpretada por Jennifer Aniston, adoptó un gato sphynx.
- Cairo en Littlest Pet Shop (serie de televisión)
- Sr. Gato o Mr. Kat en Kid vs. Kat. Este felino es un gato sphynx que lucha contra Coop. El Señor Gato es en realidad un alienígena. Curiosamente, esta serie animada fue creada en Canadá, mismo país de donde es originaria la raza de gato sphynx.
- Yan Yan en American Dragon: Jake Long.
- Lord Bills en Dragon Ball Super.
- Fvck.Sick en Asesino del Zodiaco, al cual se le denominó erróneamente "gato egipcio"
- En la película Animales fantásticos: Los crímenes de Grindelwald, los matagots son criaturas felinas mágicas inspiradas en esta raza de gatos.

## Gatos sphynx famosos
- Paris Hilton, modelo, cantante y empresaria, posee dos gatos sphynx.[47]
- Cristiano Ronaldo y su pareja Georgina Rodríguez poseen un gato sphynx (Llamado curry).[48]
- La tatuadora Kat Von D posee un programa de televisión sobre su trabajo. En él aparecen sus gatos, entre ellos un sphynx.[47]
- Xherdan[49] es un gato sphynx famoso en redes sociales con más de 42.000 seguidores. Se ha hecho famoso por su aspecto terrorífico, el cual es incrementado por sus arrugas y la ausencia de pelaje.[50]
- Jasper es un gato sphynx influencer. Tiene más de 91.000 seguidores en su cuenta de Instagram. Jasper perdió sus dos ojos por culpa del virus del herpes felino, el derecho en 2013 y el izquierdo en 2019. Ese año también sufrió un derrame cerebral.[51]
- Loki fue un gato influencer por su expresión malhumorada. Tenía más de 100.000 seguidores en las redes sociales. Falleció en 2018.[52]
- Leopoldo Laborde, cineasta mexicano, posee una gata sphynx llamada  Vitola, nombrada así en honor a la actriz cómica y cantante canadiense Fannie Kauffman.
- Sulli tenía un gato sphynx llamado Goblin. Tras su fallecimiento, Kim Hee-chul se encargó de cuidarlo hasta que una amiga cercana adopto al pequeño felino.